# Autzagana
Autzagana es una entidad de población española del municipio de Amorebieta-Echano, perteneciente a la provincia de Vizcaya, en la comunidad autónoma del País Vasco. En 2022, tenía empadronados 122 habitantes.